# Onthophagus suffusus
Onthophagus suffusus es una especie de insecto del género Onthophagus, familia Scarabaeidae, orden Coleoptera.
Fue descrita científicamente por Klug en 1855.